# Skolstyrelse
| Skolstyrelse |
| --- |
| Skolstyrelsen beslutar/beslutade om skolors skötsel. - Betydelse: Nämnd som beslutar om skötseln av skolor. - Olika ord: Skolstyrelse, folkskolestyrelse, lokal styrelse. - Ursprung: I svenska språket sedan 1817 (1824). |

Skolstyrelse avser i svensk skolhistoria en nämnd som beslutar över skötsel av skolor. Skolstyrelse är ett begrepp som fortfarande används inom sameskolan, medan den sedan 1991 inte längre är obligatorisk inom det kommunala skolväsendet.
I Finland är en skolstyrelse en skolöverstyrelse, det vill säga en övergripande, nationell skolnämnd. Motsvarande begrepp i engelska språket är board of education.

## Skolstyrelse

### Sverige
I Sverige har begreppet skolstyrelse fått olika betydelse över åren beroende på hur ansvarsfördelningen sett ut. Skolhistoriskt skiljer man vanligtvis på tre skeden sedan folkskolan blev lagstadgad 1842. Rent allmänt syftar begreppet skolstyrelse på en obligatorisk nämnd som reglerats av speciallagar. Den var fram till 1991 en obligatorisk del av administrationen i svenska kommuner. Skolstyrelsen hade ansvar att leda verksamheten inom grundskolan, den största delen av gymnasieskolan och den kommunala vuxenutbildningen (komvux).

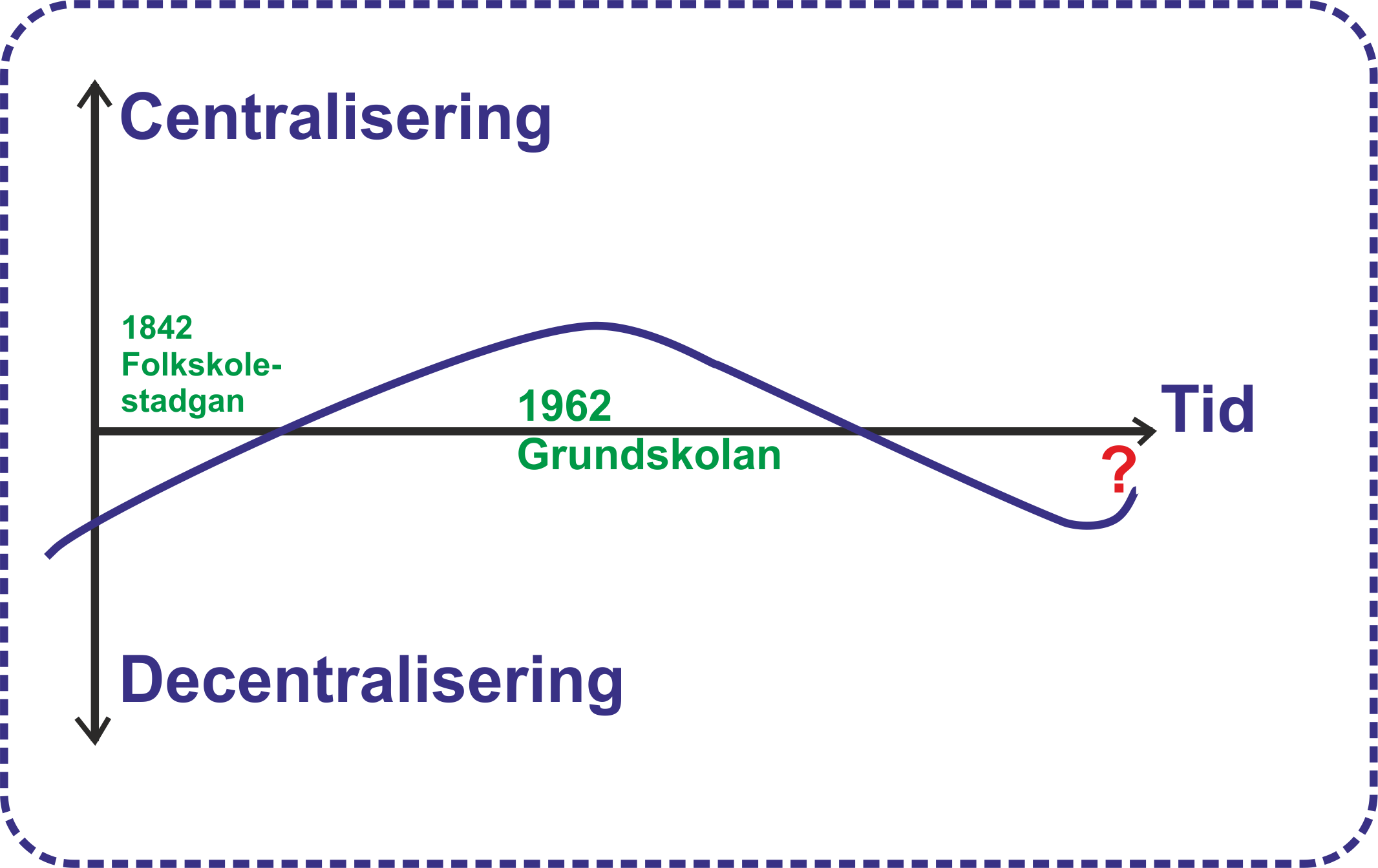
Schematisk bild över svensk skolas centralisering och decentralisering.

#### Det första skedet – ett lokalt ansvar
Ansvarsfördelningen när folkskolan infördes var att tilldela den lokala nivån stort ansvar för skolan. Det gällde både finansieringen av folkskolan och den innehållsliga regleringen. Enligt folkskolestadgan skulle socknar och stadsförsamlingar bilda skoldistrikt, som var skyldiga att hålla skollokaler och anordna undervisningen. I stadgan föreskrev att skoldistriktet skulle ha en skolstyrelse där kyrkoherden var ordförande. Skolstyrelsen hade ansvar för kvaliteten och styrningen. 1862 ersattes dock skolstyrelserna av skolråd, som var organiserade under kyrkostämman.

#### Det andra skedet – centralisering och regelstyrning
Ett mer centraliserat styre av skolan infördes gradvis, när staten tillsatte mer skattemedel för att stödja kommunerna och därmed också krävde en större kontroll över resultatet. Statens styrning av skolan ökade under 1900-talets första hälft, för att vid tiden för grundskolans införande 1962 ha blivit en av världens mest centraliserade skolsystem.
Under denna tid utvecklades reglerna kring skolstyrelser, med modellen hämtad från folkskolans införande. I slutet av 1950-talet kunde vissa kommuner ha så många skolstyrelser som nio, beroende på hur många skolformer som bedrevs inom kommunen. Då beslutades att varje borgerlig kommun, skulle ha en samlad skolstyrelse för samtliga skolformer. Detta innebar att folkskolestyrelsernas tid var över och att skolstyrelserna blev rent kommunal angelägenhet, i samband med att kommunerna också tog över läroverken och realskolorna från staten. 
I centralstyrningens tidevarv blev skolstyrelsen ansvarig för att den statliga regleringen följdes och hade beslutanderätt enbart beträffande barns skolgång och fullgörandet av skolplikt.

#### Det tredje skedet – decentralisering och målstyrning
Det tredje skedde rymmer en hel rad beslut i slutet av 1980-talet och början av 1990-talet. Sammantaget innebar de en decentralisering och kommunalisering av skolan och en övergång från regel- till målstyrning. Den utvecklingen följde en internationell trend. Som ett led i decentraliseringen upphörde skolstyrelserna 1991 att vara obligatoriska. De blev då ett alternativ för hur kommuner kan besluta över skolväsendet. Kommunerna får därefter dela upp ansvaret på en eller flera nämnder. Lagrummet upphörde helt att gälla i och med att skollagen från 1985 ersattes med Skollag (2010:800).

### Finland
I Finland syftar ordet skolstyrelse på en överstyrelse för skolväsendet. Motsvarande, numera historiska begrepp i Sverige är Skolöverstyrelsen.

## Lokal styrelse
Medan skolstyrelserna avskaffades infördes försök med lokal styrelse av skolan. Försöket permanentades i Skollagen 2010. För grundskolan ska en lokal styrelse som inrättas ha företrädare för barnens eller elevernas vårdnadshavare och företrädare för de anställda ingå som ledamöter. För gymnasieskola, vuxenutbildning och svenska för invandrare ska företrädare för eleverna samt för de anställda ingå. Respektive företrädare får inte vara fler än ordinarie ledamöter.
Lokal styrelse får från rektor eller förskolechef ta över beslutande över frågor som den också får uppdra åt anställd eller uppdragstagare. Det gäller dock inte beslut rörande enskilda barn eller elever.

## Begreppshistorik
Ordet skolstyrelse förekom för första gången i tryckt skrift 1824. Ordet åsyftade på den tiden styrelser över privata skolor och vissa specialskolor, bland annat i samband med elementarläroverk.
Redan 1817 förekommer ordet folkskolestyrelse, dvs. flera årtionden innan folkskolan blev lagstadgad, 1842.